# The City Beautiful
The City Beautiful è un cortometraggio muto del 1914 diretto da Christy Cabanne che aveva come protagonisti Wallace Reid e Dorothy Gish.

## Produzione
Il film fu prodotto dalla Majestic Motion Picture Company.

## Distribuzione
Distribuito dalla Mutual Film, il film - un cortometraggio in una bobina - uscì nelle sale cinematografiche statunitensi il 12 luglio 1914.